# Energigas Sverige
Energigas Sverige är en branschorganisation i Sverige för aktörer inom de fem energigaserna biogas, fordonsgas, gasol, naturgas och vätgas.
Organisationen bildades 1915 av 27 svenska kommunala gasverk under namnet Svenska Gasverksföreningen. Stiftare var chefen för Stockholms gas- och elektricitetsverk, Robert Dahlander, som också var ordförande 1915–1924. Namnet ändrades till Svenska Gasföreningen 1968, varefter det nuvarande namnet antogs 2010. Numera är drygt 180 företag medlemmar i organisationen, energibolag, fordonsproducenter, kommuner och miljöteknikföretag, alla med intresse i någon av de fem energigaserna.

## Ordförande
- 1915–1924 Robert Dahlander
- 1926–1927 Harald Molin
- 1927–1940 Gustaf Hultman
- 1942–1953 Claës-Wilhelm Pilo
- 1953–1968 Bengt Nilsson
- 1968–1974 Carl-Erik Blomquist
- 1974– ? Olof Blomqwist